# Kelmscott Press
Pour les articles homonymes, voir Kelmscott.
 (décembre 2023).
Si vous disposez d'ouvrages ou d'articles de référence ou si vous connaissez des sites web de qualité traitant du thème abordé ici, merci de compléter l'article en donnant les références utiles à sa vérifiabilité et en les liant à la section « Notes et références ».

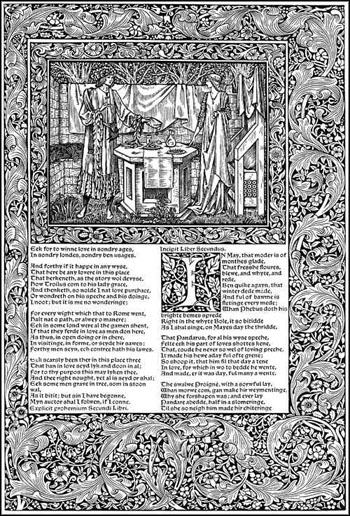
Une page du Chaucer : Troïlus et Criseyde

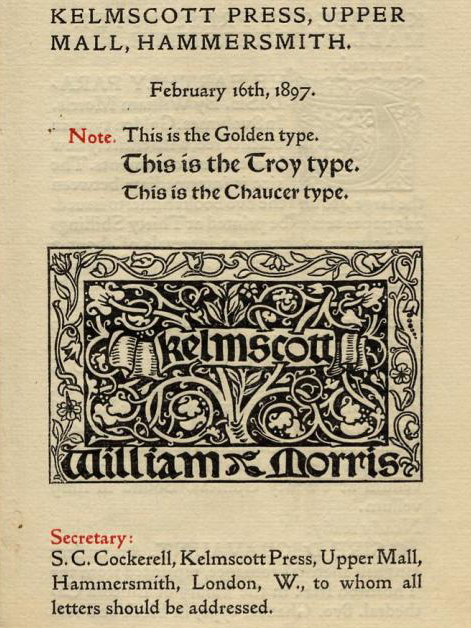
Page spécimen des caractères de la Kelmscott Press, 1897

Kelmscott Press est une maison d'édition, imprimerie et fonderie typographique créée en janvier 1891 dans le quartier londonien de Hammersmith (Angleterre) par William Morris.

## Histoire
La Kelmscott Press représente l'aboutissement de la carrière de William Morris dans le domaine des arts graphiques, où il peut réaliser d'un bout à l'autre ses aspirations et mettre en application ses principes.  Le nom vient du village de Kelmscott, où il a acquis le manoir du même nom. Morris aspire à retrouver le métier des anciens typographes, la prééminence du travail manuel sur la mécanisation et l'industrialisation. Dans un laps de temps relativement court, entre 1891 et 1898 (Morris disparaît en 1896), la Kelmscott Press produit 66 livres, inspirés par les incunables des premières années de l’imprimerie.
C'est en écoutant une conférence d'Emery Walker sur l'impression typographique et l'illustration que l'intérêt de William Morris pour les arts graphiques et l'édition se réveille. Emery Walker est un bibliophile et spécialiste de la chose imprimée et gravée, c'est un des principaux animateur du mouvements Arts & Crafts, et il partage avec Morris le goût pour le Moyen Âge et les idées socialistes. Les options choisies au sein de la Kelmscott Press sont certainement issues de Walker. Morris installe trois presses dans ses ateliers. Il réalise lui-même les bordures qui entourent les pages, les initiales ornementales, et la typographie. Les illustrations sont l'œuvre des amis de Morris, les préraphaélites Dante Gabriel Rossetti et Edward Burne-Jones. Le papier est fabriqué spécialement à partir de lin par J. Bachelor & Sons. La majorité des reliures sont réalisées par J. & J. Leighton à Londres.
Le fonds et le matériel furent récupérés par Chiswick Press.

## Private press
On désigne ainsi le mouvement qui, après la Kelmscott Press de William Morris et la Doves Press de sir Emery Walker, tend à faire naître des petites maisons d'édition et d’impression, dites « presses privées », aux moyens souvent limités, mais qui mettent en avant un souci de qualité et d'originalité, opposé à l'industrialisation, prônant le travail manuel, les matériaux précieux, la création typographique.

## Caractères
Morris recherche un caractère qui sorte de la production du temps. Il étudie les caractères de Nicolas Jenson et d'un de ses proches, Jacobus Rubius ou Jacques Le Rouge. Il produit alors le Golden Type, destiné comme son nom l'indique à une édition de la Légende dorée de Voragine. Puis il dessine une gothique arrondie, le Troy Type, qui se révèle trop massif, aussi en donne-t-il une version allégée, le Chaucer Type (destiné à l'édition des œuvres de Chaucer). Les poinçons sont gravés par Edward Prince, le grand spécialiste londonien et ami de Morris.
- Golden Type (1891)
- Troy Type
- Chaucer Type

## Publications
- William Morris, La Plaine étincelante (The Story of the Glittering Plain, 1891)
- William Morris, The Defence of Guenevere and other Poems (1892)
- William Morris, A Dream of John Ball and A King's Lesson (1892)
- Raoul Lafevre, The Recuyell of the Historyes of Troye (1892)
- William Shakespeare, The Poems (1893)
- William Morris, News from Nowhere (1893)
- William Caxton (trans.), The History of Reynard the Foxe (1893)
- William Caxton (trans.), The Order of Chivalry (1893)
- Guilelmus, Archbishop of Tyrel, The History of Geoffrey of Boloyne (1893)
- Sir Thomas More, Utopia (1893)
- Dante Gabriel Rossetti, Sonnets and Lyrical Poems (1893)
- Dante Gabriel Rossetti, Ballads and Narrative Poems (1893)
- Dante Gabriel Rossetti, Hand and Soul (1894)
- Wilhelm Meinhold, Sidonia the Sorceress (1894)
- William Morris, La Plaine étincelante (1894, seconde édition, augmentée d'illustrations par Walter Crane)
- Algernon Charles Swinburne, Atalanta in Calydon (1894)
- A. J. Wyatt et William Morris (trad.), The Tale of Beowulf (1895)
- An American Memorial to Keats (1895)
- Sir Percyvelle of Gales (1895)
- William Morris, The Life and Death of Jason (1895)
- Geoffrey Chaucer, The Works (called the Kelmscott Chaucer) (1896)
- William Morris, La Source au bout du monde (1896)
- William Morris, The Earthly Paradise (1896)
- Edmund Spencer, The Shepheard's Calender, illustré par Arthur Gaskin, imprimé par Emery Walker et Sydney C. Cockerell en caractères golden (1896)
- Sir Ysumbrace (1897)
- William Morris, The Story of Sigurd the Volsung and the Fall of the Niblungs (1898)